# Sint-Joriskerk (Erichem)
De Sint-Joriskerk is een kerkgebouw in het Nederlandse dorp Erichem, provincie Gelderland. Aan de noordzijde van de kerk bevindt zich een kleine begraafplaats. De kerk wordt gebruikt door de Protestantse Streekgemeente ‘Lingestreek’.

## Geschiedenis
Uit een oorkonde blijkt dat er in 1101 al een kerk in Erichem heeft gestaan. In dat jaar schonk de Utrechtse bisschop Burchard de kerk aan het kapittel van de Utrechtse Mariakerk. Het oudste deel van de huidige kerk – de tufstenen onderbouw van de toren – dateert overigens uit de tweede helft van de 13e eeuw.
De kerk fungeerde als moederkerk voor de kerken van Asch en Buren. Toen de Mariakapel van Buren in 1395 tot parochiekerk werd verheven, werden er maatregelen genomen om de kerk van Erichem voor financiële problemen te behoeden.
In 1611 is de kap vernieuwd.
Vanaf de reformatie tot 1623 was de parochie samengevoegd met die van Buren. Van 1634 tot 1645 waren de parochies van Erichem en Asch gecombineerd.

## Beschrijving
De kerk is gebouwd op een waarschijnlijk kunstmatig opgehoogd terrein. De deels ingesloten toren bestaat uit drie geledingen, waarvan de onderste uit hergebruikt tufsteen bestaat. Dit is tevens het oudste deel van de kerk en dateert uit de tweede helft van de 13e eeuw. De tweede geleding is uit bakstenen opgetrokken; de derde geleding bestaat uit afbraakmateriaal dat slordig is gemetseld. Deze twee geledingen zijn in de 14e eeuw aangebracht. De klok is rond 1450 gegoten door William Butendiic.
Het eenbeukige schip is eind 15e of begin 16e eeuw gebouwd. Volgens een herdenkingssteen in de daklijst is de kap in 1611 vernieuwd.
Het 15e-eeuwse koor is deels afgebroken en omgebouwd tot consistoriekamer.
Het orgel is overgenomen van een kerk in Woerden. Het is waarschijnlijk in 1815 gebouwd door de Utrechtse orgelbouwer Abraham Meere.